# كوريا: تجربة متقدمة لتوكوماك فائق التوصيل

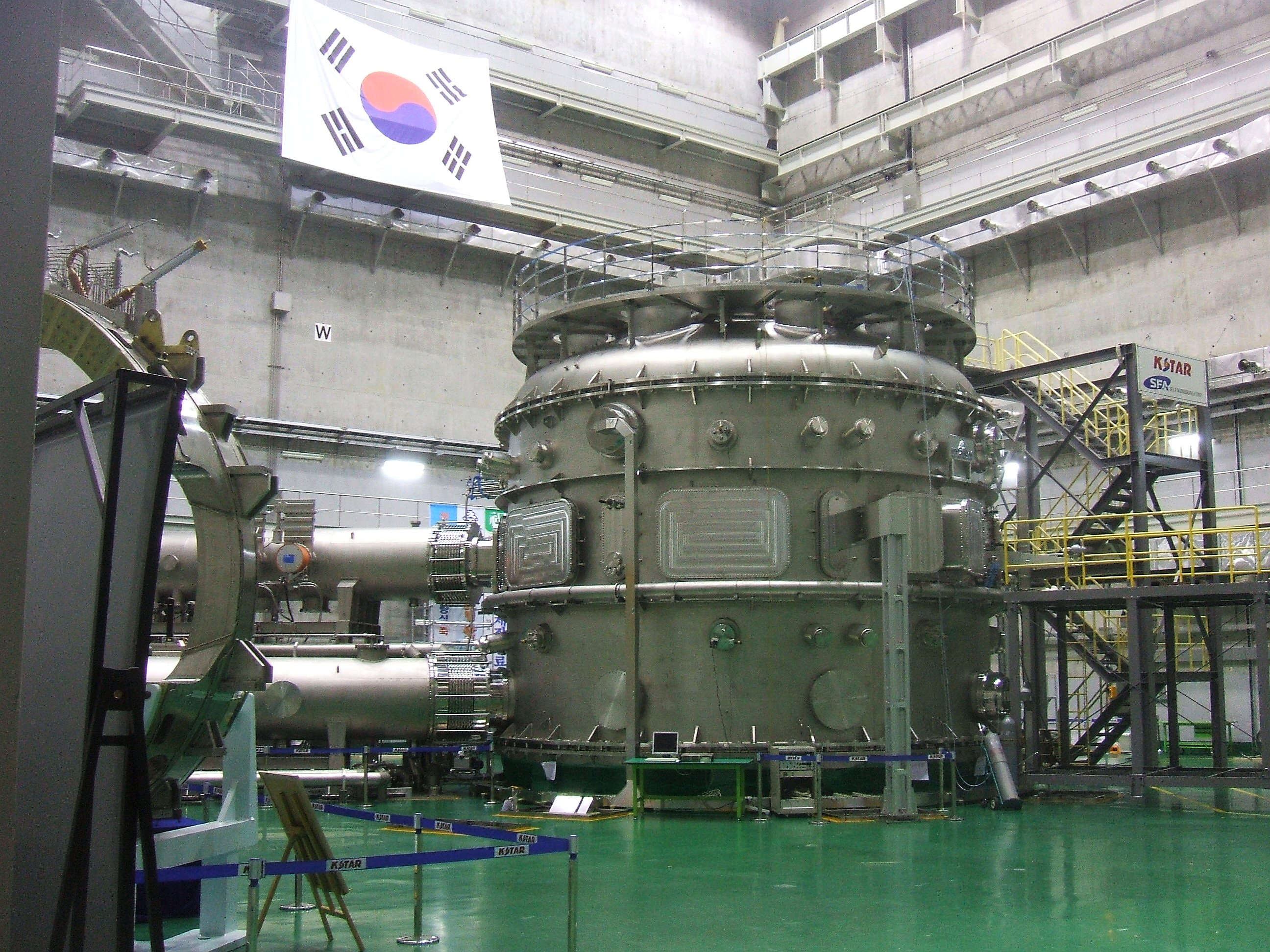
تجربة الاندماج KSTAR (نوع توكاماك)

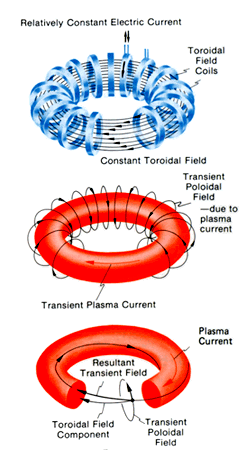
نظام مغناطيس KSTAR (مجال حلقي أزرق / مجال بولويدال أحمر)

كوريا: تجربة متقدمة لتوكوماك فائق التوصيل Korea Superconducting Tokamak Advanced Research ( KSTAR للاختصار) هي تجربة اندماج نووي فائقة التوصيل في معهد أبحاث الاندماج في دايجون في كوريا الجنوبية . تمت الموافقة على المشروع في عام 1995، ولكن البناء تأخر بشكل كبير بسبب الأزمة المالية في شرق آسيا . تعد تجربة KSTAR أيضًا جزءًا من تجربة الاندماج ITER التي تبنى في يشترك فيها عدد كبير من الدول. تم إشعال أول بلازما في تجربة كستار في 15 يوليو 2008. 
كانت KSTAR واحدة من أولى تجارب الاندماج من نوع التوكاماك في العالم باستخدام نظام مغناطيسي فائق التوصيل. يتكون النظام المغناطيسي كستار من 16 مغناطيس يشكلون مجالا حلقيا من النيوبيوم والقصدير DC ، و10 مغناطيس مجال بولويدال Poloidalfeld من النيوبيوم والقصدير تيار متردد و4 مغناطيس مجال بولويدال من النيوبيوم والتيتانيوم تيار متردد. الحد الأقصى للمجال الحلقي البالغ 3.5 تسلا يسمح بحد أقصى لتيار البلازما يبلغ 2 ميجا أمبير . كما هو الحال مع تجارب التوكاماك الأخرى، يتم تسخين البلازما عن طريق تسخين رنين السيكلوترون وبالإضافة إلى ذلك حقن الجسيمات المحايدة . وكانت قوة التسخين الأولية للتجربة 8 ميجاوات . يتم إجراء التجربة باستخدام الهيدروجين أو الديوتيريوم. من المخطط أن تنتج نبضات بلازما تصل مدتها إلى 300  ثانية .
في نهاية عام 2016 أمكن الحفاظ على البلازما في وضع H ( أي وضع الحصر العالي ) لمدة 70 ثانية. 
في أبريل 2024، أعلنت KSTAR أنه بعد الترقية إلى محولات مصنوعة من التنغستن أمكن الحفاظ على وضع الحصر العالي  (H ) لمدة 100 ثانية ودرجة حرارة البلازما إلى 100 مليون درجة مئوية لمدة 48 ثانية.

## روابط انترنت
- الصفحة الرئيسية لـ KSTAR (باللغة الإنجليزية)
- حالة مشروع KSTAR (PDF، الإنجليزية؛ 1.7 ميغابايت)
- حالة تجميع KSTAR (أكتوبر 2006، PDF، الإنجليزية؛ 3.4 ميغابايت)
- نجحت KSTAR في تحقيق هدف البلازما الأول (PDF، الإنجليزية؛ 11.1.1). ميغابايت)

## اقرأ أيضا
- المفاعل النووي الحراري التجريبي الدولي
- مفاعل فيندلشتاين 7 إكس